# Georgische Affäre

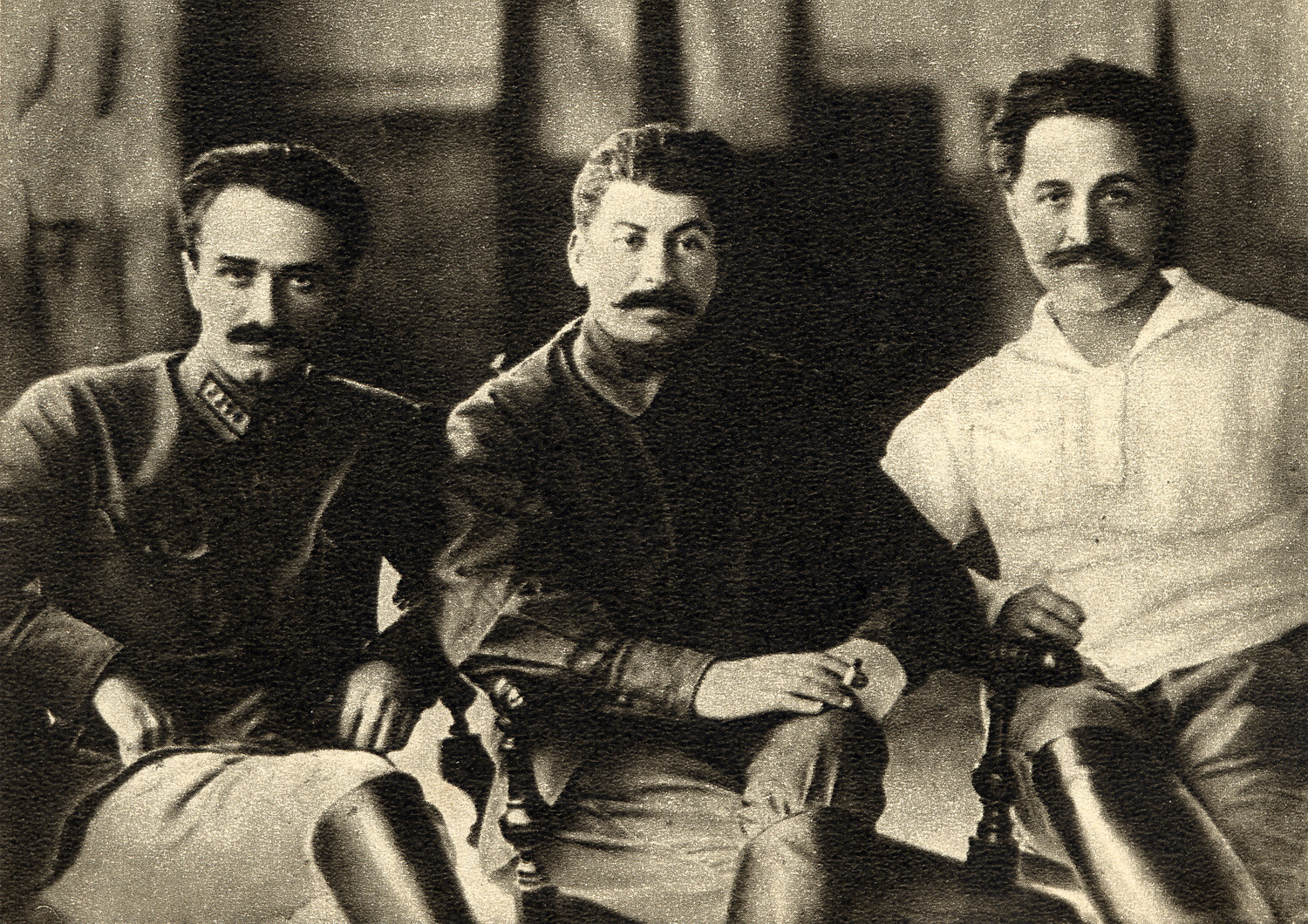
Anastas Mikojan, Josef Stalin und Grigori Ordschonikidse in Tiflis, 1925

Die Georgische Affäre 1922 (russisch Грузинское дело) war ein politischer Konflikt innerhalb der sowjetischen Führung über die Art und Weise, wie soziale und politische Transformationen in der Georgischen SSR erreicht werden sollten. In den Disput über Georgien, der kurz nach der gewaltsamen Sowjetisierung des Landes durch die Invasion der Roten Armee aufkam und Ende 1922 seinen Höhepunkt erreichte, waren einerseits georgische bolschewistische Führer, angeleitet von Philipp Macharadse und Budu Mdiwani, und andererseits ihre de facto Vorgesetzten aus der Russischen SFSR, insbesondere Josef Stalin und Grigori Ordschonikidse, involviert.
Der Inhalt dieses Streits war komplex und umfasste unter anderem den Wunsch der Georgier, ihre Autonomie gegenüber der Regierung in Moskau beizubehalten, sowie abweichende Interpretationen der bolschewistischen Nationalitätenpolitik, insbesondere denen in Bezug auf Georgien. Einer der Hauptstreitpunkte war die Moskauer Entscheidung, Georgien, Armenien und Aserbaidschan in der Transkaukasischen SFSR zu vereinigen. Dieser Schritt wurde von den georgischen Führern entschieden abgelehnt, da diese für ihre Republik einen Vollmitgliedsstatus innerhalb der Sowjetunion forderten.
Die Affäre war eine kritische Etappe im Machtkampf um den kranken Wladimir Lenin, um dessen Unterstützung sich die Georgier bemühten. Der Disput endete mit dem Sieg Stalins und Ordschonikidses und führte zum Sturz der moderaten kommunistischen Regierung in Georgien. Laut Historiker Jeremy Smith trug er außerdem zum endgültigen Bruch zwischen Lenin und Stalin bei und war zugleich Anregung zur Verfassung des Testaments Lenins.

## Hintergrund

### Marxismus und die „Nationale Frage“
1848 schrieb Karl Marx in seinem Manifest der Kommunistischen Partei: „Die Arbeiter haben kein Vaterland“. In den nachfolgenden Jahrzehnten beschäftigten sich marxistische Denker wie Rosa Luxemburg, Karl Kautsky, Otto Bauer, Wladimir Lenin und Josef Stalin mit der Frage, wie ein klassenbasiertes Weltbild mit der Existenz von Nationen und Nationalismus in Einklang gebracht werden kann, und kamen dabei zu teils völlig gegensätzlichen Schlussfolgerungen.
Diese Frage nahm in Folge des Sturzes der Regierung des Zaren Nikolaus II. und dessen Ersetzung durch die neue Sowjetregierung einen immer dringenderen politischen Charakter an.

#### Stalins Ansichten zur Nationalen Frage
In seinen frühen Schuljahren in Georgien entwickelte Stalin (geboren als Iosseb Dschughaschwili) eine Verbindung zum aufkeimenden georgischen Nationalismus, teilweise als Gegenreaktion auf die kaiserliche Russifizierungspolitik in dem theologischen Seminar, an dem er eine orthodoxe Priesterschaft anstrebte.
Bis 1904 hatte sich Stalin allerdings, beeinflusst durch marxistische Schriften, in Richtung einer Ablehnung des unabhängigen georgischen Nationalismus bewegt, wie auch in seinem Aufsatz Die sozialdemokratische Sicht zur nationalen Frage dargelegt.
Stalin entwickelte seine Ansichten in seinem Flugblatt Marxismus und die nationale Frage aus dem Jahr 1913 weiter. Dieser Aufsatz beschreibt Nationalismus als eine wichtige und nicht zu unterschätzende Kraft, die historisch mit dem Aufstieg des Kapitalismus entstanden war und nach dem Sturz der zaristischen Autokratie in den russischen Grenzregionen (einschließlich Georgien) stark an Dynamik gewonnen hatte. Zwar beleuchtete er einerseits das Recht auf nationale Selbstbestimmung als legitime Antwort auf den Chauvinismus des Unterdrückers, unterstrich aber gleichzeitig die potenziell ausbeuterische Nutzung des Nationalismus als Mittel zur Spaltung der Arbeiterklasse, zur tatsächlichen Unterdrückung oder um an dem festzuhalten, was Stalin als veraltete kulturelle Totems ansah (hierfür zog er spöttisch „solche 'nationalen Besonderheiten' der Georgier wie die Blutrache!“ als Beispiel heran).
In demselben Aufsatz beschrieb Stalin spezifische Probleme im Bezug auf „kulturell-nationale“ Autonomie in der Kaukasusregion, einschließlich Georgien. Er bezog sich auf die mögliche Organisation ethnisch definierter Institutionen sowohl innerhalb als auch außerhalb dieses Territoriums, wobei er teilweise einwandte, dass ein solches Projekt aufgrund der ethnischen Vielfalt der Region zum Scheitern verurteilt sei und dass es auch zu Machtübernahmen durch religiöse Anführer führen könnte, die Stalin als „reaktionär“ bezeichnete.
Bis 1917 wurde Stalin, auch durch seine ausführliche Auseinandersetzung mit diesem Thema, innerhalb der russischen Partei der Bolschewiki zum anerkannten Experten zur nationalen Frage und wurde zum Nationalitätenkommisar in der neuen Sowjetregierung befördert.

### Diplomatischer Hintergrund
Die Gründung der neuen Russischen SFSR 1917 sowie insbesondere das Ende des Polnisch-Sowjetischen Krieges im März 1921 waren Auslöser einer Flut diplomatischer Aktivitäten. Zunächst wurden die Beziehungen zwischen der Russischen SFSR und anderen Sozialistischen Sowjetrepubliken durch eine Reihe bilateraler Verträge geregelt. Diesen Zustand sah die oberste bolschewistische Führung über einen langen Zeitraum als unerwünscht und unhaltbar an.
Kurz nach dem zehnten Kongress der Bolschewikenpartei im März 1921 veröffentlichte Stalin Thesen, die seine Sicht auf die Nichttragfähigkeit bilateraler Verträge als langfristige Lösung noch einmal betonten. Dazu schrieb er: „Keine Sowjetrepublik kann sich separat vor wirtschaftlicher Erschöpfung und militärischer Niederlage durch den Weltimperialismus sicher fühlen. Daher hat die isolierte Existenz einzelner Sowjetrepubliken angesichts der Bedrohung ihrer Existenz durch die kapitalistischen Staaten keine feste Grundlage. […] Die von der eigenen und der fremden Bourgeoisie befreiten nationalen Sowjetrepubliken werden ihre Existenz nur verteidigen und die vereinten Kräfte des Imperialismus besiegen können, wenn sie sich zu einer engen politischen Union zusammenschließen.“
Die Bedingungen, unter denen verschiedene Sozialistische Sowjetrepubliken in eine größere Körperschaft mit der Russischen SFSR aufgenommen werden könnten, waren jedoch Gegenstand vieler Debatten.

### Bolschewistische Übernahme Georgiens
Die Sowjetherrschaft in Georgien wurde durch die sowjetische Rote Armee während des Feldzuges im Februar und März 1921, welcher hauptsächlich von den beiden einflussreichen, in Georgien geborenen sowjetischen Beamten, Josef Stalin, damals noch Volkskommissar für Nationalitäten für die Russische SFSR, und Grigori Ordschonikidse, Leiter des Transkaukasischen Regionalkomitees der Russischen Kommunistischen Partei, etabliert. Vor der Invasion herrschten unter den Bolschewikibereits Meinungsverschiedenheiten über das Schicksal Georgiens. Während Stalin and Ordschonikidse die sofortige Sowjetisierung des unabhängigen Georgiens, dessen damalige Regierung von Menschewiki dominiert war, forderten, bevorzugte Leo Trotzki „eine gewisse vorbereitende Arbeitsphase in Georgien, um den Aufstand zu entwickeln und ihm später zu Hilfe zu kommen“. Lenin war sich über den Ausgang des Feldzuges in Georgien unsicher; er befürchtete internationale Konsequenzen und eine mögliche Krise mit der kemalistischen Türkei. Am 14. Februar 1921 gab Lenin seine Zustimmung zu einer Intervention in Georgien, beschwerte sich später jedoch wiederholt über einen Mangel an präzisen und beständigen Informationen aus dem Kaukasusraum. Lenin war sich der weit verbreiteten Opposition gegen die neu errichtete Sowjetherrschaft wohl bewusst und befürwortete eine Politik der Versöhnung mit der georgischen Intelligenz und den Bauern, die dem militärisch aufgezwungenen Regime weiterhin feindlich gegenüberstanden. Vielen Kommunisten fiel es allerdings schwer, die während des Russischen Bürgerkriegs gegen ihre Opposition angewandten Methoden aufzugeben und sich an die flexiblere Politik anzupassen. Für Moderate wie Philipp Macharadse schien Lenins Ansatz ein angemessener Weg zu sein, um der Sowjetmacht eine breite Unterstützungsbasis zu sichern. Sie plädierten für Toleranz gegenüber der menschewistischen Opposition, mehr Demokratie innerhalb der Partei, eine schrittweise Landreform und vor allem für die Achtung nationaler Befindlichkeiten und der Souveränität Georgiens gegenüber Moskau. Kommunisten wie Ordschonikidse und Stalin verfolgten einen deutlich härteren Kurs: sie wollten politische Opposition komplett eliminieren und die Parteikontrolle über die neu sowjetisierten Republiken zentralisieren.
Schon bald brach ein Konflikt zwischen den gemäßigten und kompromisslosen Führern der georgischen Bolschewiki aus. Dem Streit ging Stalins Verbot der Bildung der nationalen Roten Armee Georgiens und die Unterordnung aller örtlichen Arbeiterorganisationen und Gewerkschaften unter die bolschewistischen Parteikomitees voraus. Unzufrieden mit der gemäßigten Behandlung der politischen Opposition durch die sowjetisch-georgische Regierung und ihrem Wunsch, die Souveränität gegenüber Moskau zu behalten, besuchte Stalin die georgische Hauptstadt Tiflis im frühen Juli 1921. Nach der Einberufung einer Arbeiterversammlung hielt Stalin eine Rede, in der er ein Programm skizzierte, das auf die Beseitigung des lokalen Nationalismus abzielte, wurde jedoch von der Menge ausgebuht und erhielt von seinen Kollegen feindseliges Schweigen. In den darauffolgenden Tagen setzte Stalin den Chef des georgischen Revolutionskomitees, Philipp Macharadse, wegen unzureichender Festigkeit ab und ersetzte ihn durch Budu Mdiwani, der den örtlichen Führern befahl, „die Hydra des Nationalismus zu zerschlagen“. Macharadses Unterstützer, darunter der georgische Tscheka-Chef Kote Tsintsadse und seine Stellvertreter, wurden ebenfalls entlassen und durch die skrupelloseren Offiziere Kvantaliani, Atarbekov und Lawrenti Beria ersetzt.

## Konflikt um die Transkaukasische Föderation
Nach weniger als einem Jahr befand sich Stalin allerdings schon in einem offenen Konflikt mit Mdiwani und seinem Mitarbeiterstab. Einer der wichtigsten Streitpunkte hierbei war die Frage des Status Georgiens in der geplanten Union der Sowjetrepubliken. Trotz der Einwände anderer georgischer Bolschewiki hatte Grigol Ordschonikidse Ende 1921 die Bildung einer Union aller drei transkaukasischen Republiken – Armenien, Aserbaidschan und Georgien – in Gang gesetzt, um schwelende territoriale und ethnische Streitigkeiten zu lösen, und bestand mit Stalins starker Unterstützung darauf, dass diese Union der Sowjetunion als eine föderative Republik beitreten sollte. Das georgische Zentrale Exekutivkomitee, insbesondere Mdivani, widersprach diesem Vorschlag vehement und wünschte, dass sein Land eine stärkere individuelle Identität behalte und der Union als Vollmitglied beitrete, statt als Teil einer einzigen transkaukasischen SFSR. Der Vorschlag von Ordschonikidse wurde jedoch auf einem georgischen Parteitag mit Unterstützung der Parteibasis angenommen. Stalin und seine Mitarbeiter beschuldigten das georgische Zentrale Exekutivkomitee des egoistischen Nationalismus und bezeichneten sie als „nationale Abweichler“. Das georgische Zentralexekutivkomitee antwortete seinerseits mit dem Vorwurf des „großrussischen Chauvinismus“. Am 21. Oktober 1922 kontaktierte Mdiwani Moskau, um Ordschonikidse mit harten Worten zu beschimpfen. Am selben Tag entsandte Lenin ein Telegramm, in dem er Mdiwani zurechtwies, Stalins Position bestätigte und seine starke Unterstützung für die politische und wirtschaftliche Integration der transkaukasischen Republiken zum Ausdruck brachte, wobei er die georgische Führung darüber informierte, dass er ihre Kritik an Moskaus „Mobbing-Taktik“ zurückwies. Der Konflikt gipfelte im November 1922, als Ordzhonikidze einem Mitglied der Mdiwani-Gruppe gegenüber zu körperlicher Gewalt griff und ihn während einer verbalen Auseinandersetzung schlug. Die georgischen Führer beschwerten sich bei Lenin und legten eine lange Liste weiterer Übergriffe vor, einschließlich des berüchtigten Vorfalls mit Ordschonikidse.

## Lenins Beteiligung
Im späten November 1922 schickte Lenin den Tscheka-Chef Feliks Dzierżyński nach Tiflis, um die Angelegenheit zu untersuchen. Dzierżyński sympathisierte mit Stalin und Ordschonikidse und versuchte daher, Lenin in seinem Bericht ein deutlich geschöntes Bild ihrer Aktivitäten zu vermitteln. Lenins Zweifel am Verhalten Stalins und seiner Verbündeten in der georgischen Frage nahmen jedoch zu. Er fürchtete auch negative Empörung im Ausland und in anderen Sowjetrepubliken. Ende Dezember 1922 akzeptierte Lenin, dass sowohl Ordschonikidse als auch Stalin der Auferlegung des großrussischen Nationalismus gegenüber nichtrussischen Nationalitäten schuldig waren.
Dennoch waren Lenins Bedenken hinsichtlich des georgischen Problems nicht fundamental, und als sich sein Gesundheitszustand verschlechterte, blieben die georgischen Führer ohne größeren Verbündeten zurück und schauten zu, wie Georgien in die transkaukasische Föderation gedrängt wurde, die einen Vertrag mit der russischen SFSR, der Ukraine und Belarus unterzeichnete, wodurch sie alle am 30. Dezember 1922 einer neuen Sowjetunion beitraten.
Die Entscheidung des Politbüros am 25. Januar 1923 über die Entfernung von Mdiwani und seinen Mitarbeitern aus Georgien besiegelte endgültig den Sieg für Ordschonikidse und seine Unterstützer.

## Widersprüchliche Berichte über Lenins Reaktion
Lenins Reaktion auf Ordzhonikidzes Machtübernahme ist umstritten. Diskussionsgegenstand sind drei Briefe und ein Prawda-Artikel.
Laut einer Erzählung brach Lenin am 5. März 1923 die persönlichen Beziehungen zu Stalin ab. Er versuchte, Leo Trotzki für die Übernahme des georgischen Problems zu gewinnen, und begann mit der Vorbereitung von drei Notizen und einer Rede, in der er vor dem Parteitag ankündigen würde, dass Stalin als Generalsekretär abgesetzt werden würde. Am 9. März 1923 erlitt Lenin jedoch einen dritten Schlaganfall, der schließlich zu seinem Tod führen sollte. Trotzki lehnte es ab, Stalin in dieser Frage zu konfrontieren, wahrscheinlich aufgrund seines lang gehegten Vorurteils gegenüber Georgien als Hochburg der Menschewiki. Auf dem 12. Parteitag im April 1923 sahen sich die georgischen Kommunisten isoliert. Da Lenins Notizen unterdrückt waren, wurde jedes Wort, das von der Tribüne gegen georgischen oder ukrainischen Nationalismus geäußert wurde, mit stürmischem Beifall begrüßt, während die kleinste Anspielung auf den großrussischen Chauvinismus mit steinernem Schweigen aufgenommen wurde.
Somit führten Lenins Krankheit, Stalins zunehmender Einfluss in der Partei und sein Aufstieg zur vollen Macht sowie die Absetzung Leo Trotzkis zur Marginalisierung der dezentralistischen Kräfte innerhalb der Kommunistischen Partei Georgiens.
Neuere Forschungen stellten jedoch die Authentizität der Quellenmaterialien in Frage, die zu diesen Schlussfolgerungen beigetragen haben.
Zwischen dem 15. und 16. Dezember 2022 verschlechterte sich Lenins Gesundheitszustand, sodass ihm das Schreiben von diesem Zeitpunkt an unmöglich wurde und er stattdessen auf Diktieren angewiesen war.
Zwei Tage später stimmte das Zentralkomitee dafür, den Kontakt zwischen Lenin und anderen sowjetischen Führern einzuschränken. Sechs Tage später stimmte es dafür, die Zeit, die Lenin jeden Tag für das Diktieren aufwenden durfte, auf 5 bis 10 Minuten zu beschränken, und fügte hinzu, dass „dies nicht den Charakter einer Korrespondenz haben kann und [Lenin] nicht erwarten darf, eine Antworten zu erhalten“. Diese Einschränkungen sollten Lenin helfen, sich zu erholen, aber stattdessen bereiteten sie ihm tiefen Kummer.
Trotski behauptet, am 21. Dezember einen herzlichen Brief von Lenin erhalten zu haben, doch das Original wurde nie gefunden.
Am 25. Januar 1913 kam das Zentralkomitee zusammen, um sich die Ergebnisse des Dzierżyński-Berichts anzuhören, und stimmte dafür, sie zu billigen. In Übereinstimmung mit den zuvor genehmigten Einschränkungen war Lenin nicht anwesend und durfte diesen Bericht nicht entgegennehmen.
Beunruhigt über diesen Zustand hatte Lenin am Vortag darum gebeten, eine Kopie des Berichts zu erhalten, damit sein persönliches Sekretariat ihn studieren könne. Ungefähr zu dieser Zeit hatte Stalin, der zum Verantwortlichen für den offiziellen Zugang zu Lenin gewählt worden war, einen heftigen Streit am Telefon mit Lenins Frau, Nadeschda Krupskaja, aufgrund seiner Weigerung, die Materialien herauszugeben.
Der Streit machte Krupskaja wütend auf Stalin und beide Seiten befürchteten eine Intrige.
Krupskaya würde schließlich das Dossier erhalten und einen Bericht für Lenin erstellen. Das Bild dieses Gegendossiers unterschied sich jedoch deutlich von dem des Originals, da Details weggelassen wurden, die die harsche Reaktion auf das georgische Zentralexekutivkomitee vernünftiger erscheinen ließen.
Am 6. März bot ihnen ein angeblich von Lenin verfasstes Telegramm an Mdiwani und Macharadse seine starke Unterstützung gegen den „Hinterhalt“ Stalins und Dzierżyńskis an.
Am selben Tag jedoch notierten Lenins Ärzte: „Als er aufwachte, rief er eine Krankenschwester, aber er konnte sich fast nicht mit ihr unterhalten, er wollte, dass die Krankenschwester Nadeschda Konstantinova [Krupskaja] rief, aber er konnte ihren Namen nicht sagen. [...] [Lenin] ist aufgewühlt, er versucht zu sprechen, findet aber keine Worte.“
In einer April-Ausgabe der Prawda erschien ein Artikel, der angeblich von Lenin geschrieben worden war – obwohl er laut Stalin bis dahin fast alle kommunikativen Fähigkeiten verloren hatte – und scheinbar Trotzkis Position zu Georgien auf Kosten Stalins unterstützte.
Laut dem prostalinistischen Historiker Walentin Sacharow, der von Kotkin häufig zitiert wird, könnten die Urheberschaft des freundlichen Briefes an Trotzki, des versöhnlichen Telegramms an Macharadse und Mdiwani, des Gegendossiers und des Prawda-Artikels teilweise oder vollständig von Krupskaja erfunden sein, möglicherweise als Folge eines Streits zwischen ihr und Stalin.

## Nachwirkungen
Die Affäre behinderte die Karrieren der georgischen Altbolschewiki, aber auch Ordschonikidses Ruf litt darunter und er wurde bald aus dem Kaukasus zurückgerufen. Mdiwani und seine Mitarbeiter wurden auf niedrigere Positionen herabgestuft, aber bis in die späten 1920er Jahre nicht angegriffen. Die meisten wurden später während des Großen Terrors der 1930er Jahre hingerichtet. Eine weitere schwere Folge der Niederlage der georgischen „nationalen Abweichler“ war die Verschärfung politischer Repressionen in Georgien, die zu einem bewaffneten Aufstand im August 1924 und dem Roten Terror führten, welchem tausende Leben zum Opfer fielen.